# Charles Cyril Okell
Charles Cyril Okell (ur. 10 grudnia 1888 w Douglas na wyspie Man, zm. 8 lutego 1939) – brytyjski mikrobiolog.

## Życiorys
Był starszym synem Charlesa Percy i Marianne (z domu Kinley) Okell. Jego edukacja rozpoczęła się w rodzinnym mieście w Douglas Grammar School, a następnie kontynuował studia w St. John’s College w Cambridge.
W latach 1921–1930 Okell był członkiem personelu laboratorium badawczego firmy farmaceutycznej Wellcome w Beckenham, najpierw przez trzy lata jako asystent bakteriologa, a następnie przez siedem lat jako szef działu bakteriologii. W tym okresie wniósł ważny wkład w wiele gałęzi bakteriologii związanych z odpornością. Kontynuował intensywną pracę nad profilaktyką zachorowań na błonicę i szkarlatynę, głównie we współpracy z R. A. O’Brienem i H. J. Parishem. Do medycyny weterynaryjnej wraz z T. Dallingiem i L. P. Pugh wniósł odkrycie u psów choroby leptospirozy. Współpracował również z E. Hindle w badaniu możliwości szczepienia małp przeciwko wirusowi żółtej febry, co w tamtych czasach szczególnie wiązało się z dużym ryzykiem.
Od 1930 roku był profesorem bakteriologii w University College Hospital, szybko ożywił wartościowe badania nad infekcjami powodowanymi przez paciorkowce. Pracował z S. D. Elliottem nad przejściową bakteriemią, która związana jest z sepsą w następstwie problemów z zębami oraz ekstrakcją zęba. Ich dalsze badania dotyczące zakażeń szpitalnych zwróciły uwagę na wady istniejących metod opieki i izolacji, nie tylko na oddziałach otorynolaryngologicznych i mniejszych szpitalach, ale także w ogólnej praktyce szpitalnej. W 1932 roku wybrał hemolityczne szczepy paciorkowców jako przedmiot Wykładów Milroya (ang. Milroy Lectures). Charles Okell nie tylko miał klarowny styl wypowiedzi i umiejętność publicznego przemawiania, ale także był znakomitym nauczycielem, oraz miał lekkie pióro i skłonności do uprawiania dziennikarstwa, którymi wykazał się w trakcie jego późniejszej kariery medycznej. Od 1930 roku poświęcił wiele czasu na przegląd literatury bakteriologicznej, a od 1932 do 1937 był asystentem redaktora czasopisma Journal of Pathology and Bacteriology. Po śmierci profesora George'a Nuttalla w 1937 roku Okell został redaktorem naczelnym czasopisma Journal of Hygiene (aktualny tytuł Epidemiology and Infection).